# Volume (esercizio coi pesi)
Il volume è uno dei principali parametri applicati nell'allenamento coi pesi (bodybuilding, power lifting, weight lifting, fitness).

## Definizione
Il parametro volume rappresenta la mole di lavoro totale svolta in una sessione di allenamento, in una settimana, in un mese, o generalmente in un dato periodo di tempo. In altre parole è il parametro quantitativo del resistance training, metodo di allenamento utilizzato prevalentemente in discipline sportive come power lifting, weight lifting, body building e fitness. La sua misura può condizionare indirettamente la durata totale della seduta di allenamento. Diversi ricercatori nell'ambito della fisiologia dell'esercizio con sovraccarichi definiscono il volume come l'ammontare delle ripetizioni eseguite durante ogni sessione di allenamento moltiplicata per la resistenza utilizzata (carico x ripetizioni) oppure, il carico totale sollevato per il totale numero di serie per il totale numero di ripetizioni (Kraemer e Fleck, 1988).
Il volume totale è quindi rappresentato dal prodotto tra carico, ripetizioni e serie. Ad esempio, 3 serie da 12 ripetizioni con 20 kg sarebbe espresso come 3 x 12 x 20 = 720 kg di volume. Secondo questa definizione, il volume è il prodotto tra il numero degli esercizi in ogni sessione, il numero delle ripetizioni per ogni serie, e il numero di serie per ogni esercizio. Esso è rappresentato complessivamente dal tonnellaggio dei chili sollevati. Le due formule del volume sono:
- Volume (V) = Kg x ripetizioni (R) x serie (S)
- Volume (V) = Kg x ripetizioni (R)

Il calcolo del volume è utile per determinare la quantità di stress totale. Esiste inoltre una relazione tra il volume e i risultati ottenuti, come ipertrofia muscolare, riduzione della massa grassa, aumento della massa magra, prestazione fisica, o limitazione della perdita di forza durante un periodo di deallenamento.

### Definizioni alternative del volume

#### Volume nel bodybuilding e fitness
Secondo alcuni autori, in quanto tale, il volume sotto la forma sopra esposta non sarebbe propriamente adatto ad essere applicato nel bodybuilding e nel fitness, proprio per il fatto che, da un punto di vista teorico, sarebbe necessario mantenere lo stesso esercizio durante la sessione. Al contrario del powerlifting e del weightlifting, queste attività si basano su una grande varietà di esercizi ad ogni seduta (tra cui i monoarticolari e i macchinari, che non sono previsti nelle precedenti), quindi perderebbe ogni senso confrontare il volume di due esercizi di natura completamente diversa, come paragonando un esercizio multiarticolare con uno monoarticolare, un esercizio a catena cinetica aperta con uno a catena cinetica chiusa, oppure una macchina isotonica con i pesi liberi. Ciò è dato dal fatto che l'impegno specifico dello stesso muscolo agonista coinvolto in queste diverse tipologie di esercizi potrebbe differire largamente. Ad esempio, secondo gli autori non avrebbe senso confrontare il volume sviluppato su 3 serie di croci con manubri, con quello su 3 serie di distensioni su panca. Queste osservazioni potrebbero valere se si considerasse il volume come parametro di misura del lavoro su un muscolo specifico, tuttavia esso in realtà nasce come parametro di misura del lavoro totale, senza fare distinzione tra il coinvolgimento di diversi fasci muscolari nei vari gesti atletici. Inoltre, spesso l'attivazione dei muscoli agonisti non differisce significativamente tra esercizi ai pesi liberi e omologhi alle macchine, oppure tra multiarticolari e monoarticolari.
Il concetto di volume nel body building e nel fitness spesso viene semplificato, indicando il numero totale di serie eseguite durante l'intera seduta, oppure la durata totale dell'allenamento. In queste attività, il volume può essere a sua volta suddiviso in volume totale e volume relativo:
- Volume totale: fa riferimento alla definizione precedentemente esposta, la quale si rivolge allo stimolo globale durante l'intera sessione;
- Volume relativo: esso viene applicato con lo stesso criterio, ma nella valutazione specifica di un singolo gruppo muscolare, con il numero di serie eseguite per un singolo muscolo, o con il tempo dedicato alla sua stimolazione;

Se nella sua definizione tradizionale il volume viene alterato modificando il carico, il numero di serie, e il numero di ripetizioni, nella definizione semplificata e riadattata al body building, il volume verrebbe alterato solo modificando il numero di serie, indipendentemente dal carico o dal numero di ripetizioni. Ad esempio, se 2 atleti eseguono lo stesso protocollo di allenamento a parità di intensità e numero di serie, ma il primo esegue più ripetizioni per esercizio, secondo la tradizionale definizione, il primo atleta eseguirebbe un allenamento dal maggiore volume. Secondo la definizione riadattata, il volume di allenamento dei due atleti rimarrebbe invece uguale. Poiché la definizione semplificata e non scientifica non tiene conto dell'influenza del carico e delle ripetizioni sul volume risultante, essa trova delle evidenti limitazioni. Tuttavia è necessario riconoscere che anche nella letteratura scientifica si tende ad identificare il volume prevalentemente con il numero di serie.

#### Volume nelle altre discipline
Il parametro volume viene applicato anche in altre discipline, ma il suo criterio di misurazione varia in base al tipo di attività a cui ci si riferisce. Nell'attività aerobica di endurance ad esempio, il volume può essere rappresentato dalla distanza percorsa, altri invece lo calcolano in maniera più simile a quanto accade nell'esercizio coi pesi, moltiplicando la durata dell'esercizio per la distanza percorsa per l'intensità media. Rimanendo nell'ambito fitness, nell'attività aerobica con l'utilizzo di macchinari cardiofitness, più comunemente viene indicato per quantificare la durata complessiva della prestazione.

## Fattori condizionanti il volume
Come esposto dalla formula sopra riportata, e dalla definizione di diverse autorità nell'ambito dell'esercizio con sovraccarichi, il volume è il risultato del rapporto tra carico, numero di ripetizioni e numero di serie. Ciò significa che l'alterazione di una sola di queste variabili inciderà sull'alterazione del parametro in questione. Oltre a queste tre componenti che alterano il volume in maniera diretta, esistono ulteriori variabili che influiscono su di esso indirettamente.
- Numero di serie: a parità di carico e ripetizioni, un aumento o una riduzione del numero di serie determinerà rispettivamente un aumento o una riduzione del volume;
- Numero di ripetizioni: a parità di carico e numero di serie, un aumento o una riduzione del numero di ripetizioni determinerà rispettivamente un aumento o una riduzione del volume;
- Carico: a parità di ripetizioni e numero di serie, un aumento o una riduzione del carico determinerà rispettivamente un aumento o una riduzione del volume;

### Numero di serie
Anche se per definizione il volume di allenamento non è determinato unicamente dal solo numero di serie che compongono una sessione di allenamento, un singolo gruppo muscolare, o un singolo esercizio, il numero di serie è un fattore importante ed incisivo nella definizione di questa variabile, a tal punto che nel bodybuilding e nel fitness il concetto del volume semplificato in ambito amatoriale spesso può indicare solamente il numero totale di serie eseguite durante l'intera seduta. Anche nel mondo scientifico tuttavia si tende ad identificare il volume con il numero di serie, sebbene si riconosca che questo non sia l'unico fattore determinante. Ciò presumibilmente accade perché gli altri due fattori che influenzano direttamente il volume sono strettamente dipendenti dalla variabile dell'intensità (% 1-RM), e dal momento che nel bodybuilding viene usata più spesso la moderata intensità (65-80% 1-RM, connessi con 8-12 RM), mantenendo questa inalterata, la variabile che più inciderebbe sull'alterazione del volume potrebbe effettivamente essere il numero di serie totali. Il carico specifico fa riferimento all'intensità come misura in percentuale sul one-repetition maximum (1-RM), e le ripetizioni massime (RM) per un dato carico sono allo stesso modo da essa dipendenti (in condizioni di non affaticamento). Questo prendendo in considerazione il concetto di intensità come definito convenzionalmente dal mondo scientifico a non altre reinterpretazioni astratte e non calcolabili usate amatorialmente. Sebbene il ruolo del numero di serie nel determinare il volume sia ritenuto importante, una delle due comuni formule per calcolare il volume spesso usata dai ricercatori risulta il semplice "carico x ripetizioni", escludendo quindi il numero di serie dall'equazione. Il numero di serie nel conteggio del volume potrebbe effettivamente essere superfluo, perché anche il solo numero di ripetizioni totali ad allenamento moltiplicate per il carico sarebbero sufficienti per ricavarne il valore. Questo considerando che il numero di serie sarebbe comunque un'influenza indiretta in questo calcolo, perché la sua variazione altera il numero di ripetizioni totali. Dal momento che la fatica limita il numero di ripetizioni che possono essere completate in un gruppo di serie con un dato carico, la variazione del numero di serie è anche una delle strategie più comuni per regolare il volume. Ad ogni modo, riconsiderando la formula del volume in cui le serie vengono conteggiate, esso può essere effettivamente modulato anche alterando solo l'intensità (carico) e/o le ripetizioni totali, ma l'affaticamento cumulativo, dipendente anche da altre variabili, ha un ruolo cruciale in questo contesto.

### Numero di ripetizioni
Il numero di ripetizioni di norma è specificamente correlato al carico, e quindi all'intensità. Più precisamente, si intende dire che il numero di ripetizioni massime (RM) eseguibili sono dipendenti dallo specifico carico utilizzato, a sua volta connesso con una specifica intensità relativa (% 1-RM). Effettivamente è necessario distinguere il numero di ripetizioni effettive eseguite con un dato carico, e il numero massimo di ripetizioni possibili eseguite con lo stesso. Questa distinzione va ritrovata nel fatto che un carico può essere sollevato per le massime ripetizioni possibili, oppure può essere sollevato per un numero di ripetizioni inferiore a quelle possibili. Nel primo caso si parlerà di una serie portata al cedimento muscolare concentrico, e quindi il numero di ripetizioni massime eseguibili verrà definito con la sigla "RM" (Repetition Maximum). Nel secondo caso si parlerà di una serie che non raggiunge il cedimento muscolare, in cui non vengono compiute tutte le ripetizioni massime possibili. Ad esempio, se un atleta utilizza un carico di 80 kg che gli permette il sollevamento dello stesso per 10 volte al massimo, si parlerà di un carico relativo a 10-RM. Un carico relativo a 10-RM equivale per definizione ad un'intensità relativa del 75% 1-RM. Tuttavia, un carico relativo a 10-RM può essere sollevato volontariamente per meno ripetizioni rispetto a quelle possibili, e questa scelta avrà un'influenza sulla modulazione del volume. Normalmente, quando le linee guida prescrivono un range ideale di ripetizioni per lo sviluppo di un dato adattamento ricercato, intendono il numero di ripetizioni massime (RM), oppure non specificano se il numero di ripetizioni faccia riferimento alle RM o meno. Queste indicazioni per tanto potrebbero essere fuorvianti. Come accennato, il numero di ripetizioni massime (RM, cioè a cedimento) è strettamente dipendente dal carico e quindi dall'intensità relativa, ma ciò non vale per il numero di ripetizioni di per sé. Richiamando al fatto che il numero di ripetizioni totali influisce sul volume, sarà utile fare un esempio. Se un atleta esegue un gruppo di 5 serie con un carico che gli permette 10-RM (intensità relativa del 75% 1-RM), può scegliere di portare tutte le serie previste a cedimento compiendo 10 ripetizioni a serie (10-RM), oppure può scegliere di non raggiungere il cedimento compiendo 5 ripetizioni a serie. Nel primo caso, avrà svolto un allenamento dal maggiore volume, mentre nel secondo caso avrà svolto un allenamento dal minore volume nonostante la parità di serie e di carico (intensità).
Dal punto di vista pratico, la questione è tuttavia più complicata, perché nell'esempio non si è considerato il grado di fatica cumulativa che aumenta gradualmente con il progredire delle serie. Per tali motivi, anche altre variabili non considerate nella formula del volume influiscono su questo parametro, seppur in maniera indiretta. Qualsiasi variabile che incide sul grado di affaticamento porterà a ridurre il numero di ripetizioni totali, e quindi a ridurre il volume. Una delle principali variabili influenti è il tempo di recupero tra le serie. È stato infatti osservato che impostare tempi di recupero lunghi permette di completare maggiori volumi di allenamento rispetto a recuperi brevi. Ciò è dovuto al fatto che i recuperi lunghi permettono di mantenere maggiormente nel tempo l'efficienza della prestazione con la progressione delle serie riuscendo ad eseguire maggiori ripetizioni totali, mentre la pause brevi portano ad un maggiore affaticamento influendo negativamente sulla capacità di eseguire le stesse ripetizioni nella serie successiva. Ad esempio, se un atleta esegue un gruppo di 5 serie a cedimento con un carico relativo a 10-RM (75% 1-RM), con pause da 3 minuti egli riuscirà a compiere più ripetizioni totali che non con pause da 1 minuto, per tanto nel primo caso il volume risulterà maggiore. Qualsiasi altra strategia di allenamento volta ad aumentare il livello di difficoltà o di fatica (come le tecniche speciali ad alta intensità) porterà a ridurre il numero di ripetizioni totali a parità di carico e di serie, e quindi a ridurre il volume totale dell'allenamento.

### Carico
Il carico è il terzo fattore che condiziona in maniera diretta il volume totale dell'allenamento. Tuttavia, nella terminologia scientifica, il carico non determina solo il risultato nella formula del volume, ma rappresenta anche la definizione di intensità. Diversamente da altre interpretazioni astratte, non calcolabili, non convenzionali e/o non scientifiche, l'intensità è per definizione la percentuale di carico sollevato rispetto al carico massimale su una ripetizione (1-RM). In altri termini, l’intensità è la percentuale del One-repetition maximum (% 1-RM), e viene determinata dal carico utilizzato. Sulla base di queste constatazioni, è possibile riconoscere come un'alterazione dell'intensità (quindi del carico) determini di conseguenza un'alterazione del volume. Come riportato nell'esempio iniziale, a parità di serie e ripetizioni, l'aumento o la riduzione del carico (intensità) determinerà rispettivamente un aumento o una riduzione del volume. Tralasciando quindi le interpretazioni approssimative del volume che riconoscono come determinante solo il numero di serie, in realtà anche il carico ha un ruolo importante nel determinare tale variabile. Poiché nella scienza dell'esercizio con i pesi il carico viene riconosciuto con il parametro intensità, e poiché le indicazioni generali sostengono che i valori dell'intensità e del volume debbano essere inversamente proporzionali, ad un aumento del carico dovrebbe corrispondere una riduzione delle serie e delle ripetizioni totali e viceversa. Da un punto di vista puramente teorico, se ad esempio un atleta esegue 10 serie da 10 ripetizioni per un gruppo muscolare con un carico (intensità) relativo a 10-RM (75% 1-RM), l'aumento del carico all'85% 1-RM (6-RM) dovrebbe essere compensato con una riduzione delle serie e/o delle ripetizioni totali. Visto che ad un aumento del carico corrisponde come conseguenza diretta una riduzione delle RM (intensità inversamente proporzionale alle RM), ciò che più può determinare in questo caso le variazioni del volume sarebbe l'alterazione del numero di serie. Tuttavia, dal momento che non necessariamente le serie vengono portate al cedimento muscolare, anche questo aspetto deve essere considerato nella variazione del volume. Se ad esempio un atleta esegue 10 serie da 10 ripetizioni per un gruppo muscolare con un carico (intensità) relativo a 10-RM (75% 1-RM), con l'aumento del carico (intensità) all'85% 1-RM (6-RM), la riduzione compensatoria del volume può essere attuata mediante la sola riduzione del numero di ripetizioni totali, svolgendone solo 3 per serie non a cedimento invece delle 6-RM possibili, senza dover necessariamente alterare il numero di serie. Altrimenti, l'aumento dell'intensità potrebbe essere compensato con una riduzione del solo numero di serie, oppure sia con la riduzione delle serie che delle ripetizioni totali (ad esempio, senza raggiungere le RM per il carico specifico).

### Altri fattori condizionanti
Nel calcolo del volume vengono normalmente presentate due formule, ovvero "carico x ripetizioni totali" o "carico x serie x ripetizioni totali". Si potrebbe credere che solamente queste tre variabili incidano sui risultati delle formule esposte, tuttavia esistono ulteriori fattori che condizionano altamente il volume. Questi sono:
- tempi di recupero;
- Time Under Tension (TUT);
- Speed of movement;
- densità;
- frequenza;
- scelta degli esercizi;
- ordine degli esercizi;
- eventuali tecniche speciali;

Come era stato precedentemente accennato, tempi di recupero lunghi permettono di completare maggiori volumi di allenamento rispetto a recuperi brevi a parità di carichi e numero di serie, perché le pause brevi portano ad un maggiore affaticamento influendo negativamente sulla capacità di eseguire le stesse ripetizioni nelle serie successive. Di conseguenza, a parità di carichi e numero di serie, le pause lunghe permettono di completare un maggior numero di ripetizioni totali. Lo speed of movement (la velocità delle ripetizioni) incide sul volume, poiché a parità di carico i movimenti più lenti impongono la capacità di sollevare lo stesso per meno ripetizioni. Anche il time under tension (TUT) è coinvolto nella regolazione del volume, perché una maggiore durata delle serie (connessa con maggiori ripetizioni o con movimenti più lenti a parità di ripetizioni) porta ad aumentare l'affaticamento e quindi la resa e le ripetizioni portate a termine nelle serie successive, penalizzando il numero di ripetizioni totali.
Tempi di recupero, velocità del movimento, e durata della serie sono variabili che influenzano direttamente un altro parametro del resistance training, ovvero la densità. Inferiori tempi di recupero e maggiori tempi sotto tensione (TUT) aumentano la densità ma riducono il volume. Viceversa tempi di recupero lunghi e TUT brevi riducono la densità ma aumentano il volume. Si potrebbe per tanto concludere che, a parità di carico utilizzato e serie previste, il volume e la densità siano inversamente proporzionali.
Un fattore condizionante il volume è la scelta degli esercizi specifici. Poiché anche il carico è una variabile che altera il volume, è necessario considerare che alcuni esercizi consentono di sollevare carichi maggiori rispetto ad altri in termini assoluti. Vale a dire che, a parità di RM, un esercizio può permettere di sollevare maggior carico rispetto a un altro, oppure a parità di carico, un esercizio può permettere maggiori RM rispetto a un altro. Un esempio rappresentativo può essere il paragone tra un esercizio multiarticolare o uno monoarticolare (di isolamento). Il primo esercizio permetterà all'atleta di sollevare un maggiore carico se paragonato all'esercizio monoarticolare (arrivando anche a differenze del 50%). Tradotto in un esempio pratico, se un atleta esegue 5 serie da 10-RM con un esercizio multiarticolare (panca piana), il volume di questo protocollo sarà significativamente maggiore di 5 serie da 10-RM con un esercizio di isolamento (croci), poiché nel primo caso i carichi sollevati sulla singola serie e sul totale sono superiori. Ovvero, a parità di serie, RM, e intensità (in relazione all'esercizio specifico), il tonnellaggio totale e quindi il volume, sono maggiori scegliendo l'esercizio multiarticolare (panca piana) che non il monoarticolare (croci). Da un punto di vista pratico, questo indica che se durante una sessione vengono scelti un maggior numero di esercizi multiarticolari, o in generale esercizi che permettono di sollevare maggiori carichi in termini assoluti, il volume risulterà maggiore anche a parità di serie, ripetizioni e intensità relativa rispetto ad una sessione in cui viene scelto un maggior numero di esercizi monoarticolari o che permettono di sollevare meno carico in termini assoluti.
Anche la frequenza può avere un impatto sul volume di allenamento, in quanto esso può misura non solo la quantità di lavoro totale a sessione, ma anche la quantità di lavoro totale settimanale. Un'alta frequenza (5 giorni a settimana) potrebbe quindi imporre un inferiore volume a sessione; viceversa una bassa frequenza (2 giorni a settimana) potrebbe prevedere maggiori volumi a sessione per pareggiare il volume totale settimanale. Una frequenza troppo alta sul singolo gruppo muscolare non compensata con una riduzione del volume sulla singola seduta può culminare nella sindrome da sovrallenamento (OTS).
Anche l'ordine degli esercizi nella sessione potrebbe influire sul volume dell'allenamento. Alcune ricerche hanno osservato che il volume totale risultasse superiore quando l'allenamento viene iniziato con i gruppi muscolari grandi seguiti dai gruppi muscolari piccoli a causa di un maggiore calo della prestazione dell'ultimo caso. Tuttavia, non tutte le ricerche hanno confermato questa conclusione. Infine, ulteriori analisi hanno osservato che anche l'ordine degli esercizi all'interno di un super set tra muscoli antagonisti potesse condizionare il volume di allenamento. Secondo questi risultati, un super set composto da leg curl+leg extension portava ad aumentare il volume rispetto all'ordine inverso.

## Linee guida
L'ottimale numero di serie dipende dal tipo di soggetto e dall'obiettivo specifico. Naturalmente il numero di serie ottimale può variare tra atleti neofiti, intermedi, esperti, anziani, bambini, tra soggetti che ricercano il massimo sviluppo della prestazione fisica o coloro che ricercano semplicemente il miglioramento del fitness e dello stato di salute generale. Anche tra le diverse categorie di atleti che praticano il resistance training, i volumi possono variare largamente. Ad esempio l'esercizio con i pesi finalizzato all'attività del bodybuilding, e quindi all'aumento dell'ipertrofia muscolare (dimensioni), più spesso prevede volumi di allenamento maggiori (fino a 20 serie), che non necessariamente vengono adottati per lo sviluppo delle prestazioni di forza e potenza. Per tanto, lo sviluppo ottimale di forza, potenza, ipertrofia o resistenza muscolare facilmente può richiedere un differente numero di serie, anche se come indicazione generale, 3-6 serie per parte corporea potrebbero essere suggerite per una crescita ottimale. Alcuni autori hanno suggerito che il numero di serie eseguite debba essere inversamente proporzionale al numero di ripetizioni eseguite. Secondo questa indicazione, se vengono svolte 20 ripetizioni a serie basterebbe l'esecuzione di 1-2 serie totali, mentre serie da 4 ripetizioni richiederebbero 4 o più serie. Questa interpretazione tuttavia non manca di contraddizione, perché maggiori ripetizioni sono connesse con intensità inferiori, e l'intensità inferiore dovrebbe essere compensata con un volume maggiore, cosa che si ottiene aumentando il numero di serie. Ad ogni modo, riguardo alle indicazioni su base scientifica per un ottimale numero di serie (il principale aspetto determinante il volume), sarà necessario analizzare documenti scientifici di maggiore rilievo come le linee guida ufficiali, le review e le meta-analisi recenti. Sembra comunque non esistere un'indicazione univoca riguardo a questo aspetto, e le analisi specifiche sullo sviluppo dell'ipertrofia sono molto più limitate rispetto alle analisi specifiche sullo sviluppo della forza.
Secondo le linee guida dell'American College of Sports Medicine (ACSM) del 2006/07, per chi ricerca benefici sulla salute dall'esercizio con i pesi si raccomanda la prescrizione di una serie, per 8-12 ripetizioni eseguite fino al punto di fatica volontaria per ogni esercizio, per 8-12 esercizi a sessione. I programmi a serie multiple possono garantire uno stato di forma e di crescita muscolare ottimale, e per questa categoria di soggetti sono raccomandati se il tempo lo permette (ACSM, 2006). Una reveiew di Kraemer et al. (2002) raccomandava 1-2 serie per bambini e anziani, e 1-3 serie per neofiti e atleti intermedi. Mentre in un programma monoserie, gli autori suggerivano di prescrivere esercizi multipli per uno specifico gruppo muscolare in modo da arrivare all'obiettivo di 4 serie totali a gruppo muscolare. Applicando il principio della periodizzazione, i ricercatori raccomandavano maggiormente le serie multiple per gli atleti avanzati, come powerlifter e bodybuilder, impegnati in un programma avanzato per il massimo guadagno della forza o dell'ipertrofia muscolare. Una meta-analisi di Rhea (2003) concluse che 4 serie per gruppo muscolare consentissero il massimo sviluppo della forza su soggetti allenati e non allenati. Una meta-analisi di Wolfe (2004) osservò che per i soggetti non allenati le monoserie e le multiserie producevano simili guadagni di forza, ma con l'avanzamento del programma le serie multiple producevano uno sviluppo della forza superiore. Due importanti documenti meta-analitici condotti da Peterson et al. (2004, 2005) sostenevano che per ottimizzare i guadagni della forza, 4 serie per gruppo muscolare fossero adatte sia per i neofiti che per gli atleti intermedi, mentre una media di 8 serie per ogni esercizio (considerando anche determinate frequenze e intensità e un numero massimo di 4 esercizi per gruppo muscolare) fosse raccomandata per atleti avanzati e professionisti. Una meta-regressione di Krieger (2009) ha dimostrato che 2-3 serie per esercizio sono associate ad uno sviluppo della forza maggiore del 46% rispetto alla monoserie, sia negli allenati che nei non allenati. Un'altra meta-analisi di Krieger (2010) stabilì che non ci fossero significative differenze tra 2-3 serie o 4-6 serie per esercizio in termini di guadagni di ipertrofia, ma entrambe queste modalità producevano guadagni maggiori del 40% rispetto alla monoserie, sia per i soggetti allenati che per i non allenati. L'ACSM (2009) raccomanda maggiori volumi a serie multiple, e da 3 a 5 serie ad esercizio, per massimizzare l'ipertrofia.

### Conclusioni
Come precedentemente riportato, il volume varia in base agli obiettivi specifici, al grado di esperienza dell'atleta, all'età, e ad altri vari fattori. Generalmente i maggior volumi vengono adottati e suggeriti per i culturisti o per gli atleti di forza esperti che ricercano il massimo aumento della massa muscolare (ipertrofia), più che per i powerlifter e i pesisti intenti prevalentemente nello sviluppo della forza e della potenza. Tuttavia, tra gli atleti di forza i volumi variano in base al ciclo specifico all'interno di un programma periodizzato a lungo termine. Considerando che volume e intensità sono inversamente proporzionali, nei cicli a bassa intensità prevalgono gli alti volumi, mentre tale variabile viene proporzionalmente ridotta con l'aumento dell'intensità.
La ricerca sul volume nelle attività con i pesi è prevalentemente orientata sullo sviluppo della forza, e i risultati incrociati delle varie meta-analisi suggeriscono attorno alle 4 serie per gruppo muscolare per atleti non allenati e intermedi, e tra 4 e una media di 8 serie per gruppo muscolare per atleti avanzati. In ogni caso risulta che le serie multiple consentano maggiori sviluppi della forza rispetto alle monoserie e le prime siano maggiormente suggerite per lo sviluppo della forza. Alcune importanti analisi suggeriscono che nei primi periodi di allenamento i non allenati possano sviluppare adeguatamente la forza con le monoserie, ma progredendo nel programma siano più efficaci le serie multiple.
Per quanto riguarda il massimo stimolo dell'ipertrofia muscolare, alcune review suggeriscono le serie multiple per massimizzare questo adattamento, la principale meta-analisi stabilisce la superiorità delle serie multiple rispetto alle monoserie, mentre le linee guida del ACSM raccomandano tra le 3 e le 5 serie ad esercizio e alti volumi per il massimo sviluppo dell'ipertrofia.
Riguardo all'esercizio con i pesi utilizzato strettamente come mezzo per il miglioramento della salute generale, le linee guida del ACSM raccomandano protocolli total body monoserie per 8-12 esercizi totali (8-12 serie totali) a moderata intensità (8-12 RM) con la possibilità di introdurre anche le serie multiple, mentre una review raccomandava 1-2 serie per bambini e anziani.

## Ricerca scientifica

### Risposte ormonali
Il volume è generalmente associato ad una maggiore risposta ormonale. Svariate ricerche hanno segnalato maggiori incrementi degli ormoni quali GH, testosterone e cortisolo dalle serie multiple rispetto alle monoserie a parità di intensità. Anche sul lungo termine (6 mesi), un allenamento periodizzato ad alto volume ha mostrato maggiori livelli di testosterone e IGF-1, e ridotti livelli di cortisolo rispetto ad un programma in circuit training. Il gruppo ad alto volume presentava anche maggiore forza, potenza e velocità. Altri studi hanno trovato che nei protocolli di forza (alta intensità) il numero di serie non influenza la risposta ormonale, mentre nei protocolli di ipertrofia (moderata intensità) e di endurance muscolare (bassa intensità), l'aumento del numero di serie influiva sull'aumento del GH e del cortisolo. Il testosterone non aumentava significativamente in base al numero di serie. Una review più recente di Kraemer e Ratamess (2005) riassunse le varie rilevazioni scientifiche ribadendo che i protocolli ad alto volume, ad intensità moderata o alta, usando tempi di recupero brevi e stressando una maggior quantità di muscoli, tendesse a produrre le maggiori risposte ormonali acute (testosterone, GH e cortisolo) se comparati con i protocolli a basso volume, alta intensità, con tempi di recupero lunghi. Viene generalmente stabilito per tanto che i protocolli dai volumi maggiori (spesso associati alle serie multiple) risultino in una maggiore risposta degli ormoni anabolici quali GH e testosterone, e ormoni dello stress quali il cortisolo, se paragonati ai protocolli dalla maggiore intensità ma dai volumi inferiori. Di conseguenza, l'esercizio con i pesi orientato all'ipertrofia muscolare, ovvero a moderata intensità (60-80% 1-RM), tempi di recupero brevi tra le serie (60-90 secondi) e alti volumi, provoca una maggiore risposta ormonale se comparato all'esercizio con i pesi più orientato sulla forza.
Sebbene sia stata spesso proposta - e data per scontata - una certa correlazione tra la risposta degli ormoni anabolici (testosterone e GH) e l'effettivo sviluppo della forza, dell'ipertrofia e dello stimolo sulla sintesi proteica muscolare, in anni recenti molte ricerche hanno smentito questa connessione. In realtà già in passato alcuni segnalarono che, ad eccezione del testosterone, la risposta ormonale indotta dall'esercizio coi pesi avesse principalmente un effetto sulla disponibilità e sull'utilizzo di substrati. Il testosterone comunque era stato citato per la sua azione diretta sullo stimolo della sintesi proteica muscolare. Analisi più recenti hanno invece stabilito la mancata correlazione tra l'aumento degli ormoni anabolici (esaltato maggiormente da alcune strategie di allenamento specifiche come un maggiore volume), testosterone compreso, e un aumento dell'ipertrofia muscolare, della forza muscolare o della sintesi proteica muscolare. Anche se esistono alcune limitate evidenze contrastanti, queste nuove conclusioni recenti sembrano stabilire in maniera univoca che effettivamente non vi sia alcun rapporto tra l'aumento della secrezione degli ormoni cosiddetti anabolici, provocato da alcune strategie di allenamento, e un maggiore sviluppo dei guadagni muscolari. Ciò nonostante, i maggiori volumi di allenamento hanno spesso dimostrato guadagni muscolari superiori.

### Guadagni muscolari
Poiché il recente dibattito sulla correlazione tra la stimolazione ormonale e i guadagni muscolari è piuttosto acceso, sarebbe corretto scindere la questione della risposta ormonale acuta e cronica e gli effettivi guadagni a lungo termine. L'importanza del volume nello sviluppo degli adattamenti muscolari come ipertrofia, forza e sintesi proteica è anch'esso piuttosto dibattuto. Diversi studi suggeriscono che una singola serie per esercizio sia efficace allo stesso modo delle serie multiple (2-3 serie per esercizio) per aumentare la forza dei soggetti decondizionati e amatori durante i primi mesi di allenamento con i pesi. Alcune review come quelle condotte da Carpinelli e Otto (1998) e Smith e Bruce-Low (2004) hanno concluso che una serie per esercizio possa produrre ottimi risultati. Nel documento di Carpinelli e Otto è stato osservato che le serie singole producono risultati ottimali in 33 studi su 35 revisionati.
Tuttavia, una parte consistente della letteratura scientifica supporta l'utilizzo delle serie multiple piuttosto delle monoserie, anche se spesso questo è stato stabilito su soggetti non allenati, moderatamente allenati, o comunque non atleti di forza avanzati. Un'importante meta-analisi quantitativa (Wolfe et al., 2004) osservò che per i soggetti non allenati i protocolli monoserie o multiserie producessero simili guadagni di forza, mentre con il progredire del programma di allenamento le serie multiple fossero più efficaci delle monoserie. Altri documenti hanno stabilito che il volume possa essere più importante dell'intensità per produrre l'anabolismo muscolare, e che la sintesi proteica sia meglio stimolata con 3 serie che con una sola serie al 70% 1-RM. Risultati relativamente recenti di una meta-analisi di 140 studi sull'allenamento con i pesi non supportano il principio di prescrivere un programma con una singola serie ad esercizio per migliorare le prestazioni dei soggetti decondizionati e amatori. In generale, una serie viene caratterizzata dal numero di ripetizioni consecutive eseguite durante un singolo esercizio, tuttavia Rhea et al. (2003) notarono che il numero totale di serie eseguite per uno specifico gruppo muscolare è il migliore indicatore dello stress da allenamento se comparato con le serie per esercizio. Usando questa definizione di serie, riportarono che una media di 4 serie durante ogni sessione di allenamento ottimizza i guadagni della forza sia nei soggetti non allenati che negli allenati. Peterson et al. (2004, 2005) analizzarono la questione delle serie concludendo che le serie multiple fossero migliori rispetto alle monoserie. I dati di Peterson stabilirono che 4 serie per gruppo muscolare fossero adatte sia per i neofiti che per gli atleti intermedi, mentre per gli atleti avanzati o d'élite fosse indicata una media di 8 serie a gruppo muscolare. Come sostiene Carpinelli, i dati di Peterson però potrebbero non supportare le loro conclusioni poiché non sarebbe stata riscontrata nessuna significativa differenza sull'ipertrofia data dai differenti volumi di allenamento. Due recenti meta-analisi condotte da Krieger (2009, 2010) riportarono un incremento del 46% della forza e un incremento del 40% nella massa muscolare quando i protocolli a serie multiple venivano paragonati ai protocolli monoserie. Evidenze recenti sollevano l'ipotesi che alti volumi (3 serie a esercizio per 9 serie per gruppo muscolare) siano meglio adatti per migliorare la forza, mentre bassi volumi (1 serie a esercizio per 3 serie per gruppo muscolare) siano più indicati per il semplice mantenimento della forza.

### EPOC e grasso corporeo
Il volume potrebbe essere una variabile in grado di incidere sull'EPOC. L'EPOC, comunemente denominato "afterburn", rappresenta il consumo di ossigeno e il dispendio energetico al di sopra dei livelli basali (o pre-esercizio) che si verifica nelle ore successive all'esercizio. In termini semplici è la quantità di calorie consumate dopo l'allenamento. Durante il periodo in cui si manifesta l'EPOC, il corpo avvia i processi di recupero e di ripristino dei livelli pre-esercizio, utilizzando energia supplementare proveniente soprattutto dai lipidi. Poiché durante il periodo in cui si estende l'EPOC, il metabolismo energetico si sposta su un utilizzo preferenziale di lipidi piuttosto che di glucidi, esso potrebbe rappresentare un importante componente per la riduzione della massa grassa e per la gestione del peso. La ricerca sulla relazione tra EPOC e volume del resistance training è piuttosto limitata. In generale, sembra che l'EPOC venga significativamente più influenzato dall'intensità che dal volume, e che quest'ultimo parametro non inciderebbe sul dispendio energetico post-allenamento in maniera rilevante.
Melby et al. (1993) conclusero che a parità di volume, la modifica del numero di serie e dei tempi di recupero non influisse sul EPOC. Tuttavia, a distanza di 15 ore dal post-allenamento, il protocollo che prevedeva più serie e tempi di recupero più brevi a parità di volume, favorì un innalzamento del metabolismo basale di quasi il doppio rispetto al protocollo con pause più lunghe e meno serie. Haddock e Wilkin (2006) stabilirono che non ci fosse differenza sul EPOC tra una o tre serie a parità di intensità. Heden et al. (2012) compararono gli effetti dell'allenamento total body a basso volume (1 serie, 10 esercizi, 10-RM) con l'allenmento total body ad alto volume (3 serie, 10 esercizi, 10-RM) su soggetti adulti giovani sedentari, non rilevando differenze nel dispendio energetico basale fino a 72 ore tra i due protocolli. Risultati simili sono stati ottenuti da Abboud et al. (2012), secondo cui a parità di intensità (85% 1-RM), volumi maggiori del doppio non sortivano differenze significative sull'EPOC. La ricerca sembra riconoscere piuttosto come la densità sia più importante nel volume per aumentare l'EPOC. A parità di volume, la magnitudo del EPOC sembra essere maggiore a seguito dei protocolli dalla maggiore densità. In questo senso, i circuit training (i protocolli ad alta densità per eccellenza), che per definizione prevedono pause brevi (al massimo 30 secondi) e basse intensità (40-60% 1-RM) sarebbero la miglior strategia per aumentare l'EPOC a parità di volume.
L'EPOC tuttavia non è il solo fattore da considerare per valutare l'importanza del volume sotto l'aspetto del dimagrimento. Infatti i risultati a breve termine (EPOC e dispendio lipidico post-esercizio), non necessariamente sono predittivi dei risultati a lungo termine (riduzione della massa grassa). Alcuni ricercatori hanno sostenuto che il volume possa incidere sulla riduzione del grasso corporeo (Fleck e Kraemer, 2004), anche se queste conclusioni non sembravano essere supportato da qualche evidenza scientifica diretta. Una review di Stone, Fleck, Kramer et al. (1991) concludeva la composizione corporea venisse influenzata e controllata con l'esercizio con i pesi allenando gruppi muscolari di maggiori dimensioni e maggiori volumi totali. In una ricerca di Kraemer et al. (2000) venne paragonato un circuit training monoserie con un programma periodizzato ad alto volume, segnalando una riduzione della perdita di grasso nel secondo gruppo. Effettivamente, alcune ricerche (Phillips e Ziuraitis, 2003) avevano osservato che i protocolli monoserie stabiliti dalle linee guida del ACSM (8 esercizi monoserie da 15-RM) portassero ad un dispendio calorico insufficiente in rapporto ai valori di riferimento, e altri autori hanno sostenuto che il volume sia direttamente proporzionale alla spesa energetica dell'allenamento. Pertanto è ipotizzabile che alti volumi, imponendo un maggiore dispendio energetico durante l'esercizio, abbiano un effetto favorevole sulla riduzione della massa grassa. Tuttavia le evidenze scientifiche a sostegno di questa ipotesi sembrano essere scarse, vaghe e non definitive.

### Sovrallenamento
Il sovrallenamento rappresenta l'aumento di alcuni parametri di allenamento come l'intensità e/o il volume risultando in un decremento della prestazione a lungo termine. Tuttavia l'intensità e il volume incidono in maniera diversa sul sovrallenamento. Mentre il sovrallenamento indotto da un alto volume può risultare in un rapporto sfavorevole tra testosterone e cortisolo, compromettendo gli adattamenti e i guadagni muscolari, il sovrallenamento indotto da alte intensità può causare un aumento dell'attività del sistema nervoso simpatico per compensare la perdita di forza muscolare.
Il sovrallenamento legato alle variazioni di volume ha dimostrato di aumentare i livelli di cortisolo e di ridurre le concentrazioni basali dell'ormone luteinizzante (LH) e del testosterone libero, e il testosterone totale si è dimostrato particolarmente sensibile a questo stimolo. Inoltre, l'incremento del testosterone totale indotto dall'esercizio viene attenuato durante il sovrallenamento ad alto volume. Al contrario, il sovrallenamento indotto dall'alta intensità non sembra alterare le concentrazioni basali dell'ormone, dimostrando quindi una diversa risposta se paragonato al grande aumento del volume. Non sono stati riportati cambiamenti nei livelli di testosterone circolante e libero, cortisolo e somatotropina (GH) durante il sovrallenamento indotto dall'alta intensità (ad esempio 10 serie da 1 RM su squat ogni giorno per due settimane). Quindi, da quanto emerge dalla ricerca, sembra che il sovrallenamento indotto dall'alta intensità non alteri le concentrazioni ormonali basali con un corrispondente decremento della prestazione, mentre al contrario il sovrallenamento indotto dall'alto volume sembra alterare significativamente le concentrazioni ormonali basali.

## Altri parametri di allenamento
- Intensità
- Densità
- Frequenza
- Time Under Tension
- Speed of movement
- Tempo di recupero
- One-repetition maximum
- Periodizzazione
- Sovraccarico progressivo
- Specificità